# 행정심판위원회
행정심판위원회는 행정청의 처분 또는 부작위에 대한 행정심판의 청구를 심리, 재결하는 합의제행정관청이다.(행정심판법 제6조 제1항). 종전의 행정심판위원회는 행정심판의 심리와 의결기능만을 수행하는 합의제의결기관에 불과하였으나, 2008년 개정법은 행정심판위원회가 직접 재결까지 하도록 규정하여 합의제행정관청의 기능까지 수행하도록 하였다.

## 종류
- 중앙행정심판위원회
- 처분청 소속의 행정심판위원회
- 시, 도지사 소속의 행정심판위원회
- 직근 상급행정기관 소속의 행정심판위원회

## 권한
- 심리권
- 심리권에 부수된 권한
- 재결권
- 집행정지 또는 그 취소결정권
- 임시처분권
- 시정조치요구권